# 필리프 폰 헤센
헤센 방백 필리프(Philipp, Landgrave of Hesse, 1896년 11월 6일 ~ 1980년 10월 25일)는 헤센 선제후 가문의 수장이다.
1921년 6월 10일에 태어난 그의 친척 필립 마운트배튼의 이름은 그를 본뜬 것이다. 1930년부터 나치당에 가담하여 헤센나사우 주지사, 나치 돌격대의 사령관을 지냈다. 이탈리아 국왕 비토리오 에마누엘레 3세의 차녀 마팔다 디 사보이아와 결혼했으며, 히틀러와 무솔리니의 중재역을 수행했다.
1943년 무솔리니가 실각하자 히틀러는 그를 의심했고, 같은 해 9월에 그를 체포해 플로젠뷔르크 강제수용소로 보냈다. 부인 마팔다 공주는 1944년 부헨발트 강제 수용소에서 연합군의 폭격으로 사망했고, 그는 다하우 강제 수용소를 거쳐 남티롤로 이송되던 중 1945년 5월 4일에 미군에게 체포되었다.
1940년에 부친 프리드리히 카를이 사망하자 헤센카셀 방백가(Electoral House of Hesse)의 당주가 되었으며, 1968년 헤센바이라인의 루트비히가 후계자 없이 죽게 되자, 헤센 대공가 전체의 수장이 되었다.
1980년 로마에서 사망했다. 그의 뒤를 이어 장남 모리츠(1926-2013)가 헤센 대공가의 당주가 되었다.